# رادکوف (ناحیه ژدار ناد سازاوو)
رادکوف (به چکی: Radkov) یک منطقهٔ مسکونی در جمهوری چک است که در ناحیه ژدار ناد سازاووو واقع شده‌است. رادکوف ۳٫۹۵ کیلومتر مربع مساحت و ۱۸۹ نفر جمعیت دارد و ۵۱۷ متر بالاتر از سطح دریا واقع شده‌است.